# Camaroglobulus resinae
Camaroglobulus es un género monotípico de hongos anamorfos perteneciente a la familia Mytilinidiaceae. Su única especie, Camaroglobulus resinae, es originaria de Brasil y ha sido descrita como nueva para la ciencia en 1986.